# Мулуя
Мулу́я, Уэд-Мулуйя (араб. وادي ملوية‎) — река на востоке Марокко, вытекает несколькими истоками из Высокого Атласа, течёт по большой пустынной впадине и впадает в Средиземное море в 10 км к западу от границы с Алжиром (35°07′22″ с. ш. 2°20′12″ з. д.). До 1830 г. граница проходила непосредственно по реке.
Длина реки составляет 520 км, питается за счёт таяния снегов в горах и дождей. Расход воды составляет от 1000 м³/с в начале весны до 1 м³/с летом. Воды реки интенсивно используются для орошения. В среднем течении реки построена плотина, ГЭС, водохранилище и оросительная система Мешра-Клила, ниже которой — гидроузел и оросительная система Мешра-Хамади.
К востоку от места впадения реки расположен курорт Саидия.